# Историко-этнографический музей Мясниковского района
Историко-этнографический музей Мясниковского района  — музей в селе Чалтырь Мясниковского района Ростовской области.
Адрес музея: Ростовская область, Мясниковский район, село Чалтырь, ул. Ленина, 34.

## История и описание
Историко-этнографический музей Мясниковского района был открыт в селе Чалтырь Мясниковского района Ростовской области 24 апреля 1992 года, в День памяти жертв геноцида армян в Османской империи.
В музее создана постоянная экспозиция, посвященная переселению армян с полуострова Крым на Дон, жизни армян на донской земле. В музейной экспозиции представлены материалы по истории и этнографии, включающие в себя старинную домашнюю утварь, орудия труда, изделия декоративно-прикладного искусства конца XVIII — начала XX веков. Здесь также представлены предметы быта, привезенные армянами при переселении из Крыма. На открытой площадке музея установлена армянская дворовая печь.
В музее собрано много исторических фотографий, здесь хранятся ценные исторические документы и рукописи. Музей также располагает картинами местных художников. В залах музея проводятся временные тематические выставки: ко Дню освобождения Мясниковского района от немецко-фашистских захватчиков, ко Дню памяти жертв геноцида армян 1915 г., ко Дню Победы и др.
Музей уделяет внимание использованию народных традиций и фольклора — богатством, выработанным поколениями армян. Для школьников здесь проводятся фольклорные праздники, игры и конкурсы.
Сотрудники музея читают лекции, посвященные армянской культуре и истории: «Святая письменность армянская», посвященная созданию армянского алфавита, «Геноцид — преступление против человечества» и др.
В 2011 году музей посетил премьер-министр Республики Армения Тигран Саркисян. Для оформления новой выставки русско-армянской дружбы в музей были переданы предметы историко-этнографического музея: национальная одежда, предметы быта, сельскохозяйственные орудия труда.
В настоящее время при Историко-этнографическом музее функционирует литературная студия имени Р. Патканяна и фольклорная группа «Цахкепунч». Литературная студия была основана поэтом-краеведом Хевондом Кристостуряном.